# Summer Lemon
「Summer Lemon」（サマーレモン）は、SUPER☆GiRLSの28枚目のシングル。2022年7月6日にiDOL Streetから発売された。

## 概要
CD+Blu-ray Disc、CDのみの2形態で発売。作詞・作曲は、2020年に発売された24枚目のシングル「忘れ桜」以来となる杉山勝彦が手掛けている。
2022年に発売した唯一のシングルであり、2023年2月15日をもってグループを卒業した長尾しおり・金澤有希・樋口なづなが参加する最後のシングルになった。
表題曲「Summer Lemon」・カップリング曲「STORY」ともに、2022年5月1日開催のリリース記念イベントで初披露された。「Summer Lemon」のメディア初OAは、同22日放送の『SUPER☆GiRLS阿部夢梨のナイスゆめり!』（ラジオ日本）だった。

## 収録曲

### CD
1. Summer Lemon [3:56]
作詞・作曲：杉山勝彦、編曲：石原剛志・杉山勝彦
2. STORY [3:55]
作詞：leonn、作曲・編曲：日比野裕史
樋口なづなセンター楽曲。
3. Summer Lemon（Instrumental）
4. STORY（Instrumental）

### Blu-ray Disc
1. Summer Lemon (Music Video)
2. Summer Lemon (Music Video Making)
3. Summer Lemon (Music Video 個人サビver.)

## 音楽配信

### 先行配信
表題曲「Summer Lemon」はダウンロード・ストリーミングともに6月12日に先行配信された。なお、本作ではハイレゾ音源を先行配信していない。

### 本配信
CDの発売日である7月6日に配信開始。ハイレゾ音源および「Summer Lemon」のMVも同日に配信開始した。
太字の配信サービスはハイレゾ音源を配信していることを示す。MVは「Summer Lemon」のMVも配信していることを示す。

## イベント
| 日程                  | 公演名                           | 会場                          | 備考 |
| --------------------- | -------------------------------- | ----------------------------- | --- |
| 2022年 5月1日         | リリース記念イベント             | ららぽーと立川立飛            | ミニライブ2部・個別撮影会1部制。 |
| 6月25日               | リリース記念イベント             | ダイバーシティ東京プラザ      | ミニライブ2部・個別撮影会1部制。阿部は体調不良のため不参加。 |
| 6月26日               | リリース記念イベント             | タワーレコード新宿            | トークイベント2部・個別撮影会2部制。阿部は体調不良のため不参加。 |
| 7月9日                | リリース記念イベント             | アーバンドック ららぽーと豊洲 | ミニライブ2部・個別撮影会1部制。阿部・門林は体調不良のため不参加。 |
| 8月20日               | リリース記念イベント             | ダイバーシティ東京プラザ      | ミニライブ2部・個別撮影会1部制。 |
| 5月26日・27日・7月3日 | ネットサイン会                   | オンライン（YouTube LIVE）    | corazónの対象商品購入者が参加できるもので、生写真へのサインを実施。 5月26日は阿部・坂林・樋口・萩田・田中が、27日は長尾・金澤・門林・竹内が参加。7月3日は長尾・金澤・坂林・門林・樋口・萩田・竹内・田中が参加。 |
| 7月6日・7日           | お渡し会                         | タワーレコード渋谷            | 6日は長尾・金澤・坂林・萩田が、7日は門林・樋口・竹内・田中が参加。 |
| 7月17日               | スペシャルmu-moイベント          | 横浜YTJホール                 | mu-moショップの対象商品購入者対象。個別撮影会6部制・個別ミニトーク＆サイン会4部制。 阿部は体調不良のため不参加。                                                                                                |
| 7月29日               | トークショー＆CDお渡し会イベント | キャナルシティ博多            | 1部制。 |

※他、一部イベントにて予約購入者対象の特典会（個別撮影会・お渡し会）も開催。